# Calathea squarrosa
Calathea squarrosa är en strimbladsväxtart som beskrevs av Bengt Lennart Andersson och H.A.Kenn. Calathea squarrosa ingår i släktet Calathea och familjen strimbladsväxter. Inga underarter finns listade.